# Чаплініана
«Чаплініана» — радянський фільм-балет 1987 року на музику Чарльза Чапліна, знятий на замовлення на кіностудії «Ленфільм» у 1987 році.

## Сюжет
Фільм-балет, створений за мотивами сюжетів фільмів і на музику Чарлза Спенсера Чапліна.

## У ролях
- Галі Абайдулов —  Диктатор і Клоун
- Катерина Максимова —  Примадонна
- Наталія Киричек —  Дівчина
- Костянтин Заклинський —  Хлопець
- Андрій Босов —  Полковник
- Леонід Лебедєв —  Гангстер
- Ігор Соловйов —  Гангстер
- Анна Абайдулова —  Малюк

## Знімальна група
- Сценарій і постановка —  Олександр Бєлінський
- Хореографія — Галі Абайдулов
- Художній керівник —  Володимир Васильєв
- Оператор-постановник — Генріх Маранджян
- Художник-постановник —  Белла Маневич
- Авторська обробка —  Миколи Драніцин,  Олег Куценко
- Звукооператор —  Лариса Маслова
- Академічний симфонічний оркестр Ленінградської державної філармонії ім. Д. Шостаковича
- Партія рояля —  Михайло Аптекман
- Диригент —  Павло Бубельников,  Олег Куценко
- Режисер —  Борис Павлов-Сильванський
- Редактор —  Яків Рохлін
- Монтаж — Ірина Гороховська
- Оператор —  Аполлінарій Дудко
- Грим — Ірина Васильєва
- Директор картини —  Олександр Пікун
- Фільм знятий на плівці Шосткинського в/о «Свема»